# Gate guardian

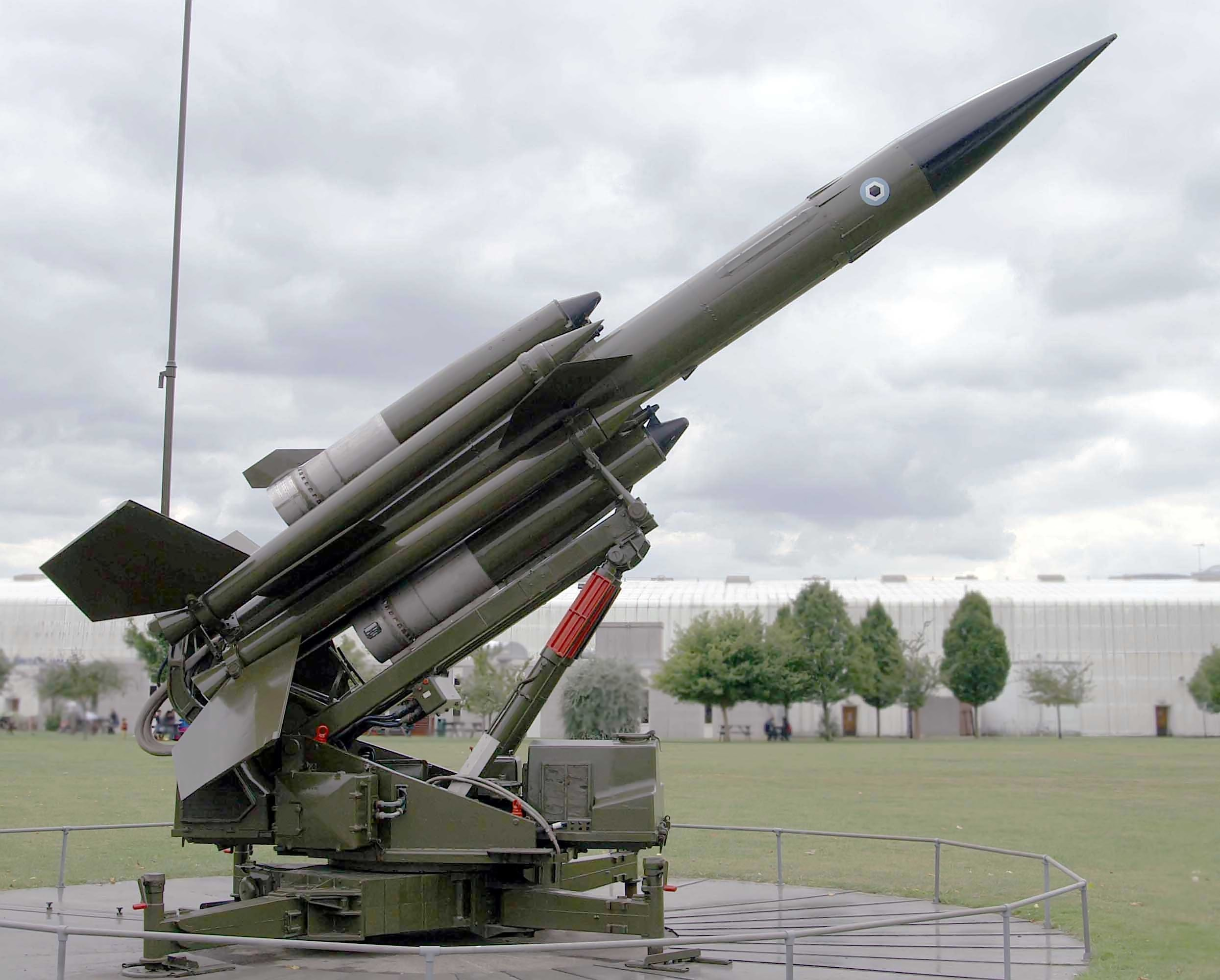
Un missile Bristol Bloodhound posizionato all'ingresso del RAF Museum Hendon, Londra, Regno Unito

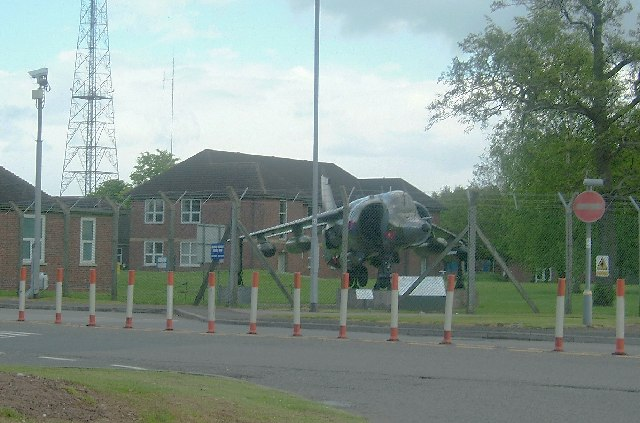
Un Hawker Siddeley Harrier usato come gate guardian alla base RAF di Stafford

Un gate guardian o gate guard (in inglese "custode del cancello") è un monumento militare, spesso un velivolo, un veicolo da combattimento o un missile, montato su un basamento ed usato, in mostra statica, come una simbolica guardia intenta a "sorvegliare" l'ingresso principale di una base militare. Principalmente usati in ambito aeronautico, vengono comunemente impiegati come gate guardian aerei da caccia radiati, appartenuti precedentemente al gruppo di stanza nella stessa base aerea. Meno frequenti sono quelli impiegati a ricordo di una particolare azione di guerra ma in tale caso perdono l'accezione originale per rimanere più nell'ambito del monumento commemorativo.

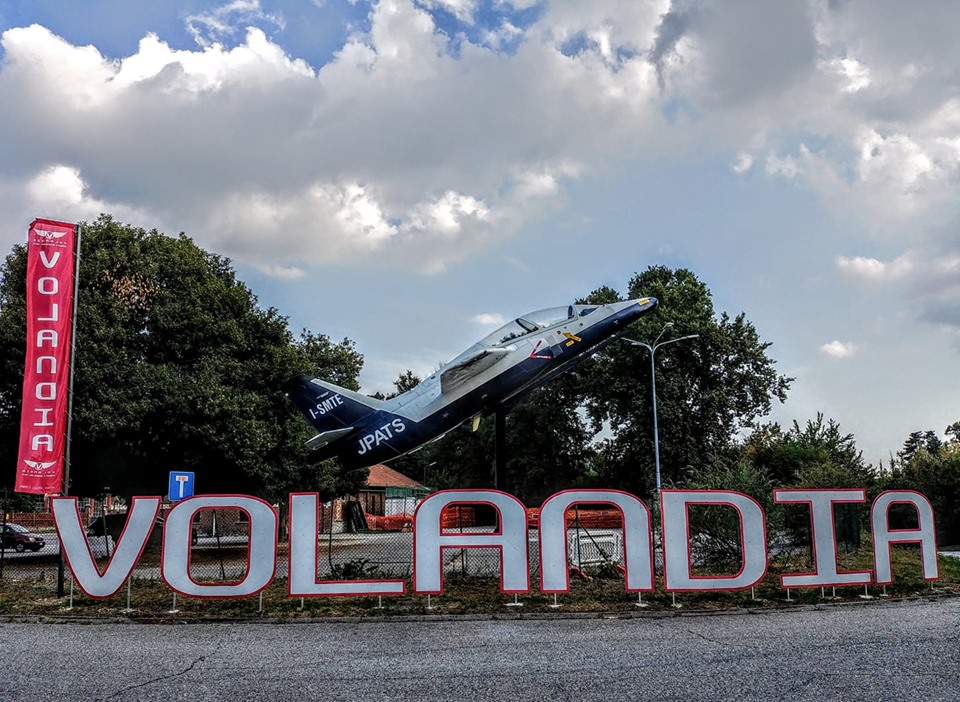
SIAI-Marchetti S-211 JPATS che funge da gate guardian presso il Parco e Museo di Volandia.

Anche se originariamente è un monumento tipicamente militare, è sempre più frequente trovare delle simili strutture commemorative negli aeroporti civili, nelle aziende meccaniche e nei musei che hanno attinenza con il trasporto. Ne sono esempio, in campo internazionale, il Deutsches Technikmuseum Berlin che espone, pur non essendo fissato a terra, un Douglas C-47 Skytrain sopra la porta d'ingresso dei visitatori.